# Vassalli Fabril
Vassalli Fabril S.A. è una società di capitali argentini che produce raccoglitori. Gestisce due marchi (Don Roque e Vassalli), con cui copre le diverse categorie di capacità di timbratura del mercato. Ha tre stabilimenti di produzione situati a Firmat, provincia di Santa Fe, che occupano un'area totale di 99.000 m² e con una capacità produttiva di 600 unità l'anno. È l'area con la massima densità di stabilimento di aziende nazionali dedicate alla produzione di macchine agricole. A livello regionale Vassalli Fabril è in concorrenza con i produttori internazionali con sede in Brasile e alcuni produttori internazionali con sede in Argentina.

## Storia
L'istituzione metallurgica Vassalli è nata nel Firmat (sud-ovest della provincia di Santa Fe) nel 1949. Il suo fondatore, Roque Vassalli, ha trasferito l'anno il suo laboratorio di riforma situato nella vicina città di Cañada del Ucle e ha sviluppato una pianta di modello che divenne al polo dello sviluppo tecnologico e produttivo a livello nazionale. Pochi anni dopo è comparso il primo modello, interamente realizzato nell'impianto Firmat, il Super Vassalli. L'azienda ha infine lanciato sul mercato più di 20 modelli diversi, che sono dettagliati di seguito.
Nel 2003, la famiglia Vassalli ha recuperato la fabbrica di mietitrebbie che rappresentava il gruppo economico per più di quattro decenni, dopo aver sborsato 6 milioni di pesos come parte di una gara giudiziaria. I nipoti di Don Roque Vassalli hanno annunciato che nelle prossime settimane riprenderanno la produzione di mietitrebbie con il personale che era occupato al momento della bancarotta, poco più di duecento lavoratori.
Nel 1987, Don Roque Vassalli motivato dall'instabilità economica vende Roque Vassalli S.A.- e rimane solo con Vassalli Fabril. Passano due o tre anni e il suo spirito imprenditoriale lo porta ad iniziare una nuova sfida: ri-fabbricare i raccoglitori. Quindi inizia la produzione di una mietitrebbiatrice che chiama Don Roque e nel corso degli anni diventerà un altro marchio emblematico dell'agricoltura argentina. Il marchio Vassalli non poteva usarlo per ragioni contrattuali (all'epoca l'impianto di Vasalli SA era ancora sotto la direzione del gruppo che l'aveva acquistato).

## Modelli realizzati da Vassalli
- Vassalli 2-16
- Vassalli 3-16[4]/ Ideal 3-16[5]
- Vassalli JMR
- Vassalli 4-17[6]
- Vassalli V900
- Vassalli 900 Lider
- Vassalli 900M
- Vassalli 910
- Vassalli 910 Lider
- Vassalli 910M / 910 R.A.
- Vassalli 960
- Vassalli 1200
- FEA Vassalli 1200
- Vassalli 1200 H / 1200 M
- Vassalli 1300 E
- Vassalli 1500 H / 1500 M
- FEA Vassalli 1500 H / M
- Vassalli 1550 E
- FEA Vassalli 1600 H / M
- Vassalli AX 7500 11 / AX 7500 Lider
- FEA Vassalli Impacto 3000[7]
- Vassalli Mosquito[8]
- Vassalli Pluma[9]
- Vassalli Super
- Vassalli Super 218
- FEA Vassalli Terrum 15-03

## Modelli fabbricati da Don Roque
- Don Roque RV 100[10]
- Don Roque RV 125 Full
- Don Roque RV 125 Electro
- Don Roque RV 125 Hidrotrac Arrocera
- Don Roque RV 125 Mecánica[11]
- Don Roque RV 150
- Don Roque RV 150 Electro[12]
- Don Roque RV 150 Mecánica[13]
- Don Roque RV 150 Hidro
- Don Roque RV 170 Electro